# آقای تاکسی
«آقای تاکسی» اولین آهنگ اصلی ژاپنی است که توسط گروه کره‌ای گرلز جنریشن ضبط شده‌است. تک‌آهنگی که به همراه نسخهٔ ژاپنی آهنگ «فرار کن شیطان، فرار کن» در ۲۳ آوریل ۲۰۱۱ منتشر شد. این آهنگ بعدها در اولین آلبوم ژاپنی گروه به نام «گرلز جنریشن» قرار گرفت. آلیسون والتز، پائولو پرودنسیو، چان رویس و اسکات مان این آهنگ را نوشتند و STY آن را تولید کرد. «آقای تاکسی» آهنگی در ژانر الکتروپاپ و R&B است. نسخهٔ کره‌ای این آهنگ در آلبوم «پسران» قرار گرفت.
«آقای تاکسی» موفقیتی تجاری در ژاپن بود. این نخستین تک آهنگ گروه بود که در اولین هفته انتشار ۱۰۰٬۰۰۰ نسخهٔ فیزیکی فروخت و در صدر فهرست‌های مختلف موسیقایی ژاپن قرار گرفت. نسخه کره ای به جایگاه شمارهٔ نه در فهرست دیجیتال گائون رسید و در سال ۲۰۱۱ بیش از ۱٫۵ میلیون واحد دیجیتالی در کره جنوبی فروخت.

## لیست آهنگ
| دانلود دیجیتال | دانلود دیجیتال                        | دانلود دیجیتال                                                      | دانلود دیجیتال                        | دانلود دیجیتال |
| شماره          | نام                                   | نویسنده(ها)                                                         | تهیه‌کننده                             | مدت            |
| -------------- | ------------------------------------- | ------------------------------------------------------------------- | ------------------------------------- | -------------- |
| ۱.             | «آقای تاکسی»                          | آلیسون ولتز، پائولو پرودنسیو، چاد رویس، اسکات مان                   | STY                                   | ۳:۳۲           |
| ۲.             | «فرار کن شیطان، فرار کن» (نسخهٔ ژاپنی) | الکس جیمز، مایکل بوسبی، کاله انگستروم، هونگ جی یو، کاناتا ناکامیورا | الکس جیمز، مایکل بوسبی، کاله انگستروم | ۳:۲۱           |

| نسخهٔ محدود دی‌وی‌دی | نسخهٔ محدود دی‌وی‌دی                                                                                | نسخهٔ محدود دی‌وی‌دی |
| شماره             | نام                                                                                              | مدت               |
| ----------------- | ------------------------------------------------------------------------------------------------ | ----------------- |
| ۱.                | «فرار کن شیطان، فرار کن (نسخهٔ ژاپنی)» (نماهنگ)                                                   | nil               |
| ۲.                | «فرار کن شیطان، فرار کن (نسخهٔ ژاپنی)» (نماهنگ (نسخه رقص - سی‌دی+دی‌وی‌دی دیلاکس فقط نسخهٔ فرست پرس)) | nil               |